# Зулфикарпашич, Адил
Адил Зулфикарпашич (босн. Adil Zulfikarpašić; 23 декабря 1921, Фоча — 21 июля 2008, Сараево) — боснийский политический деятель, вице-президент Республики Босния и Герцеговина. Почётный член Академии наук и искусств Боснии и Герцеговины (2002).

## Биография
Уроженец Фочи. Окончил начальную школу Фочи, среднюю школу Сараева. Обучался в Граце, Вене и Фрайбурге, получил высшее образование по политологии и праву. С 1938 года состоял в Коммунистической партии Югославии. В 1941 году вступил в партизанское движение, в 1942 году был арестован усташами, освобождён в 1945 году партизанами (дослужился до звания полковника). Вошёл в правительство Иосипа Броза Тито после войны, став министром торговли, однако вскоре разорвал отношения с коммунистами и бежал в Швейцарию, в Цюрих.
В 1946 году Адил возглавил Боснийский либеральный союз. С 1960 по 1967 годы был главным редактором журнала «Босански погледи», издававшегося в Вене и Фрайбурге. Стал сооснователем Демократической альтернативы и вошёл в состав Либерального интернационала. В Цюрихе руководил компанией Stamaco. В 1988 году основал Боснийский институт, который стал плодом многолетней работы Зулфикарпашича: в нём были систематизированы исторические, литературные, публицистические, рукописные, архивно-документальные и фольклорные сведения о Боснии и Герцеговине, а также о её соседях. В марте 1990 года Адил вернулся в страну.
После референдума о независимости вместе с Алией Изетбеговичем Зулфикарпашич сформировал Партию демократического действия, в которой был заместителем председателя. В сентябре 1990 года он покинул партию из-за разногласий с Изетбеговичем и основал Мусульманскую боснийскую организацию вместе с Мухамедом Филиповичем.
Адил Зулфикарпашич многократно публиковался в журналах и давал интервью. В 2001 году его усилиями в Сараево открылся Боснийский институт — фонд Адила Зулфикарпашича. Туда были перенесены основные части Боснийского института из Цюриха: библиотека, архив и галерея картин. Зулфикарпашич был одним из главных идеологов теории о боснийском народе, который, по его мнению, существовал ещё в средние века и сформировался окончательно в XIX веке.
Оставшиеся годы жизни Зулфикарпашич провёл со своей супругой в Сараево (там он и умер).